# Flor de cactus
Flor de cactus es una película estadounidense de 1969, comedia dirigida por Gene Saks y protagonizada por Walter Matthau, Ingrid Bergman, y Goldie Hawn. El guion es una adaptación de una obra de teatro de Broadway, escrita por Abe Burrows, que se basó en la obra francesa Fleur de cactus de Pierre Barillet y Jean-Pierre Gredy. La película fue la séptima película más taquillera de 1970.
Existe una nueva versión de esta película rodada en 2011, denominada Just Go With It, protagonizada por Adam Sandler y Jennifer Aniston.

## Argumento
La película comienza con Toni Simmons, de 21 años de edad, tratando de cruzar la carretera para enviar una carta. Posteriormente, regresa a su apartamento e intenta ahogarse usando una estufa de segunda mano. Afortunadamente, su vecino, Igor Sullivan, huele el gas y la rescata de la muerte inminente, usando la respiración boca a boca, que evoluciona a un beso francés después de que Toni recupera el conocimiento.
La trama de la película se mueve a causa del intento de suicidio. El amante de Toni, Dr Julian Winston, un dentista soltero y mujeriego, había dicho a Toni que tenía esposa y tres hijos, para romper la relación y evitar el compromiso. Sin embargo, al enterarse del intento de suicidio, decide replantearse su condición de soltero y casarse con Toni, pero necesita una mujer de la que divorciarse para no descubrir su mentira.
A fin de resolver su problema, el Dr. Watson decide pedirle a la señorita Stephanie Dickinson, su enfermera sueca solterona desde hace diez años, que se haga pasar por su mujer. Aunque al principio se niega, finalmente acepta el papel, ya que está enamorada secretamente de su jefe. Cuando Toni conoce a la señorita Dickinson se da cuenta de que también ama a Julian y se le ocurre que Julian ayude a la señorita Dickinson a encontrar a otro hombre, para que todo el mundo sea feliz. Para resolver la situación, Julian involucra a otros personajes, incluyendo a su amigo Harvey, el señor Arturo Sánchez, e Igor. En última instancia, Toni se entera de la mentira y deja a Julian por Igor, mientras que Julian se enamora de la señorita Dickinson.
El título de la película es sobre un cactus que la señorita Dickinson mantiene sobre su escritorio en el consultorio del dentista. Como la propia señorita Dickinson, el cactus es frío e inhóspito. Sin embargo, al final, tanto el cactus y Stepahnie florecen.

## Reparto

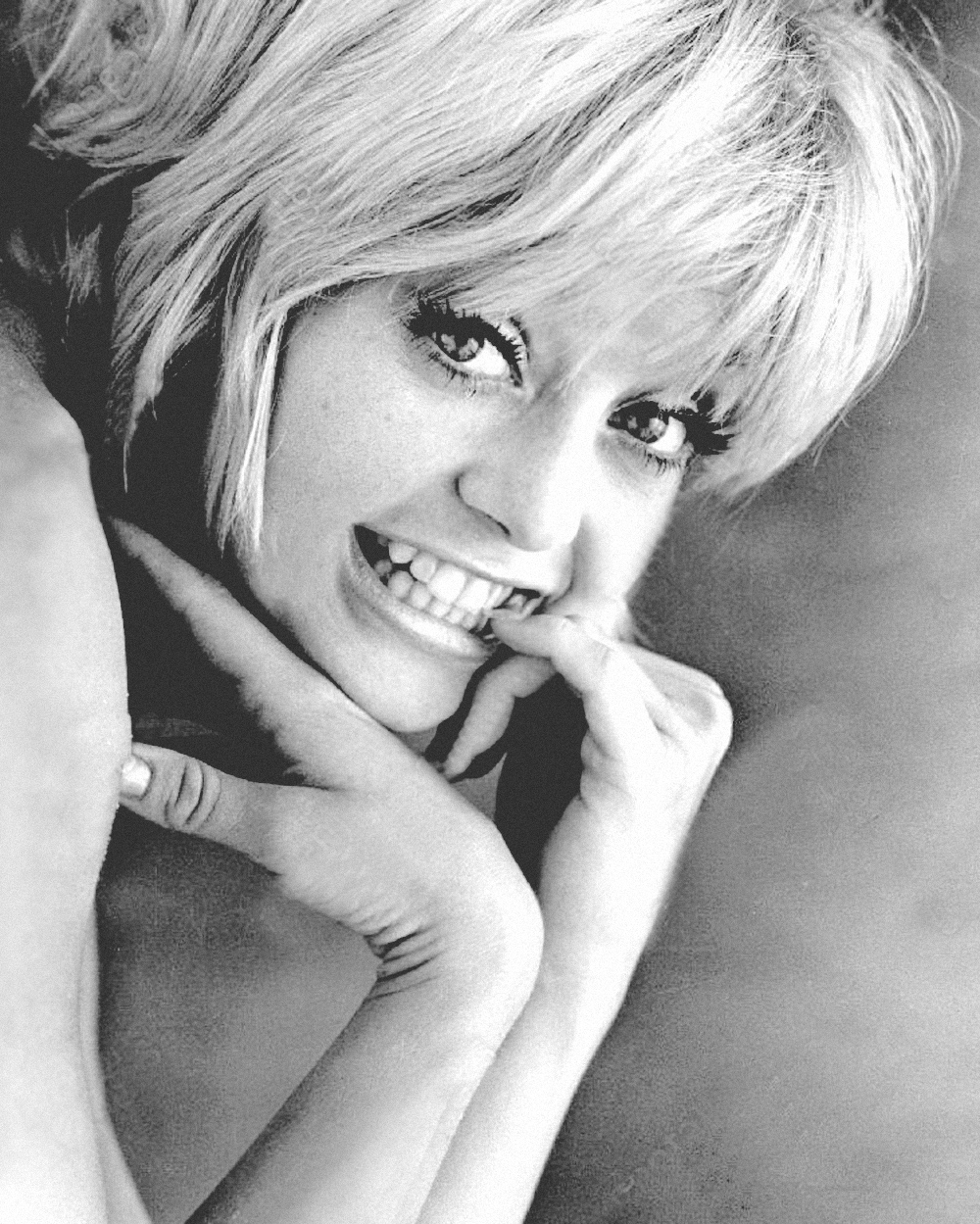
Goldie Hawn durante el rodaje de la película. Recibió críticas positivas por su interpretación y le valió el Óscar a la mejor actriz de reparto

| Actor          | Papel                         | Notas                               |
| -------------- | ----------------------------- | ----------------------------------- |
| Walter Matthau | Dr. Julian Winston            | Dentista                            |
| Ingrid Bergman | Stephanie Dickinson           | Asistente del Dr. Winston           |
| Goldie Hawn    | Toni Simmons                  | Novia del Dr. Winston               |
| Jack Weston    | Harvey Greenfield             | Un amigo y paciente del Dr. Winston |
| Rick Lenz      | Igor Sullivan                 | Un escritor y vecino de Toni        |
| Vito Scotti    | Señor Arturo Sánchez          | Un paciente del Dr. Winston         |
| Irene Hervey   | Mrs. Durant                   | Un paciente del Dr. Winston         |
| Eve Bruce      | Georgia                       | Novia de Harvey                     |
| Irwin Charone  | Encargado de tienda de discos | Empleador de Toni                   |
| Matthew Saks   | Sobrino                       | Sobrino de Stephanie                |

## Recepción

### Crítica
En su lanzamiento, la película recibió una aclamación considerable, tanto por la crítica como por el público en general, convirtiéndose en una de las películas más taquilleras de 1969 y 1970. Howard Thompson, de The New York Times señaló que "tanto el escenario expansivo de I.A.L. Diamond como la dirección flexible de Gene Saks abren e incluso ventilan la historia". Roger Ebert declaró que "la química funciona" y "la película resulta mejor que la puesta en escena".

### Premios y nominaciones
| Premio de entrega               | Categoría                                            | Nominado/a                                                                      | Resultado |
| ------------------------------- | ---------------------------------------------------- | ------------------------------------------------------------------------------- | --------- |
| Premios Óscar                   | Oscar a la mejor actriz de reparto                   | Goldie Hawn                                                                     | Ganadora  |
| BAFTA                           | BAFTA a la mejor actriz                              | Goldie Hawn                                                                     | Nominada  |
| Golden Globe Awards             | Globo de Oro a la mejor película - Comedia o musical | Cactus Flower                                                                   | Nominada  |
| Golden Globe Awards             | Globo de Oro a la mejor actriz - Comedia o musical   | Ingrid Bergman                                                                  | Nominada  |
| Golden Globe Awards             | Globo de Oro a la mejor actriz de reparto            | Goldie Hawn                                                                     | Ganadora  |
| Golden Globe Awards             | Globo de Oro a la mejor canción original             | "The Time for Love Is Any Time" música de Quincy Jones escrita por Cynthia Weil | Nominada  |
| Writers Guild of America Awards | Mejor comedia adaptada                               | I. A. L. Diamond                                                                | Nominado  |
| Premio David de Donatello       | Premio especial por actuación                        | Goldie Hawn                                                                     | Ganadora  |